# Robert Giffen

Economic inquiries and studies, 1904

Sir Robert Giffen (* 22. Juli 1837 in Strathaven, Lanarkshire, Schottland; † 12. April 1910 in Fort Augustus, Highland, Schottland) war ein britischer Statistiker und Ökonom. Er begründete das Giffen-Paradoxon, einen Preiseffekt aus der Mikroökonomik.

## Leben
Giffen wurde in Strathaven, Lanarkshire, geboren. In Glasgow besuchte er Kurse an der University of Glasgow und zeigte früh Interesse am Journalismus. Zusammen mit seinem Bruder schrieb er anonym Artikel und Gedichte für lokale Zeitungen. 1960 wurde er Reporter und Redakteur für das Stirling Journal.
1862 ging er nach London und arbeitete für den Globe bei. Er assistierte John Morley, der zu dieser Zeit den Fortnightly Review editierte. 1868 wurde er Walter Bagehots Assistent beim Economist. Er trat der Statistical Society 1867 bei, nachdem er sich einen guten Ruf als Schreiber im Bereich Finanzthemen beim Globe, Fortnightly Review, Economist und dem Spectator erarbeitete.
Nachdem ihm 1876 die Stelle des Chief of the Statistical Department and Comptroller of Corn Returns angeboten wurde, wechselten seine Tätigkeiten vom Journalismus zusehends zur Statistik.
1892 wurde Giffen als Mitglied („Fellow“) in die Royal Society gewählt. 1891 wurde er als Companion (CB) in den Bathorden aufgenommen und 1895 als Knight Commander (KCB) desselben Ordens geadelt, weshalb er fortan den Namenszusatz „Sir“ führte. Für seine Arbeiten wurde er 1894 von der Royal Statistical Society mit der Guy-Medaille in Gold ausgezeichnet.
Giffen starb 1910 in Fort Augustus. Er wurde in seinem Geburtsort Strathaven bestattet.

## Schriften
- American Railways as Investments, E. Stanford, London 1872
- Essays in Finance, Bell, London 1880
- The Growth of Capital, Bell, London 1889
- The Case Against Bimetallism, G. Bell and Sons, London und New York 1892